# Манди, Мег
Мег Ма́нди (англ. Meg Mundy; 4 января 1915[…], Лондон — 12 января 2016[…], США) — американская актриса театра, кино и телевидения, менее известна как модель и певица; долгожительница. Наиболее запомнилась зрителю исполнением роли Моны Крофт (Моны Олдрич) в мыльной опере «Доктора́», где за десять лет она появилась в почти 800 эпизодах.

## Биография
Маргарет Энн Мэри Манди родилась 4 января 1915 года в квартале Марилебон (район Вестминстер, город Лондон). Мать — Клити Хайн (1887—1983), австралийская оперная певица. Отец — Джон Манди, был виолончелистом. Брат — Джон Хайн Манди (1917—2004), был медиевистом, профессором Колумбийского университета. В 1921 году семья иммигрировала в США. Там Джон стал управляющим оркестра Метрополитен-оперы, а мать преподавателем оперного пения.
С конца 1930-х годов Мег начала работать моделью, причём газеты отмечали, что она в этом бизнесе зарабатывала очень большие деньги. С 1934 года получила известность как бродвейская актриса, за 50 лет (с заметными перерывами) появилась в 12 бродвейских постановках. В 1942 году выступила как певица в Карнеги-холл. С 1949 года Манди начала сниматься в телесериалах вплоть до 1961 года, затем в её карьере наступил перерыв. В 1972 году актриса вернулась к телевизионным ролям, а в 1978 году впервые попробовала себя как киноактрису. Впрочем, киноролей у Манди было всего семь, в основном она снималась для телевидения.
Мег Манди скончалась 12 января 2016 года в Нью-Йорке (относительно места смерти актрисы стопроцентной ясности нет) в возрасте 101 год.

### Личная жизнь
15 сентября 1951 года Манди вышла замуж за режиссёра-постановщика Метрополитен-оперы по имени Дайно Яннопулос (1919—2003). Она родила от него сына, которого назвали Сотос, позднее последовал развод.

## Награды и номинации
- 1948 — «Театральный мир» за роль в постановке «Добродетельная шлюха» в театре Джеймса Эрла Джонса[англ.] — победа.
- 1982[англ.] — Дневная премия «Эмми» в категории «Лучшая актриса второго плана в дневном драматическом сериале» за роль в сериале «Доктора́[англ.]» — номинация.

## Избранные бродвейские работы
- 1934—1935 — Большой вальс[англ.] / The Great Waltz — девушка в ансамбле
- 1937—1938 — Ура, за что![англ.] / Hooray for What! — поющая девушка в ансамбле
- 1938 — Сказочный инвалид[англ.] / The Fabulous Invalid — девушка в ансамбле
- 1946 — ? / Three to Make Ready — директор[7]
- 1948 — Добродетельная шлюха / The Happy Journey to Trenton and Camden and The Respectful Prostitute — Лиззи МакКэй
- 1949—1950 — Детективная история / Detective Story — Мэри МакЛеод
- 1953 — Бесплодные усилия любви / Love's Labour's Lost — Розалина
- 1980—1981 — Филадельфийская история[англ.] / The Philadelphia Story — Маргарет Лорд
- 1983—1984 — Ты не можешь взять это с собой[англ.] / You Can't Take It with You — миссис Кирби

## Избранная фильмография

### Широкий экран
- 1978 — Глаза Лоры Марс / Eyes of Laura Mars — Дорис Спенсер
- 1978 — История Оливера[англ.] / Oliver's Story — миссис Барретт
- 1979 — Под стеклянным колпаком[англ.] / The Bell Jar — Биа Рэмзи
- 1980 — Обыкновенные люди / Ordinary People — бабушка
- 1983 — Школа выживания[англ.] / The Survivors — Мейс Лавер
- 1987 — Роковое влечение / Fatal Attraction — Джоан Роджерсон
- 1987 — Тот, кто меня бережёт / Someone to Watch Over Me — Антония

### Телевидение
- 1949 — Театр Форда[англ.] / Ford Theatre — разные роли (в 2 эпизодах)
- 1949—1950 — Тревога ожидания[англ.] / Suspense — миссис Гарднер (в 3 эпизодах)
- 1951 — Сказки завтрашнего дня / Tales of Tomorrow — Джоан Хэтуэй (в эпизоде The Dark Angel)
- 1954—1957 — Студия Один[англ.] / Studio One — разные роли (в 4 эпизодах)
- 1954—1958 — Час United States Steel[англ.] / The United States Steel Hour — разные роли (в 3 эпизодах)
- 1956 — Альфред Хичкок представляет / Alfred Hitchcock Presents — разные роли (в 2 эпизодах)
- 1957 — Час Alcoa[англ.] / The Alcoa Hour — Сеселия Генри (в эпизоде The Animal Kingdom)
- 1961 — Обнажённый город[англ.] / Naked City — Розалинд Уинфорд (в эпизоде Shoes for Vinnie Winford)
- 1972—1982 — Доктора́[англ.] / The Doctors — Мона Крофт • Мона Олдрич (в 788 эпизодах)
- 1983 — Бесконечная любовь[англ.] / Loving — Изабель Олден (в пилотном эпизоде)
- 1984 — Великие представления[англ.] / Great Performances — миссис Энтони П. Кирби (в эпизоде You Can't Take It with You)
- 1988 — Направляющий свет / Guiding Light — Джулия Стоддард (в 2 эпизодах)
- 1990, 1997 — Закон и порядок / Law & Order — разные роли (в 2 эпизодах)
- 1997—2001 — Все мои дети / All My Children — Евгения фон Войнавич (в 22 эпизодах)